# 원거리 공격 미사일
원거리 공격 미사일, 원격 공격 미사일 또는 스탠드오프 미사일(standoff missile)에 관한 내용이다.
원거리 무기(standoff weapon)는 공격자가 목표 지역에서 무기 또는 방어 사격의 효과를 회피할 수 있을 만큼 충분한 거리에서 발사될 수 있는 미사일 또는 폭탄이다. 일반적으로 공격 작전에서 지상 및 해상 기반 표적에 사용된다. 이 이름은 방어자가 공격자와 교전할 가능성이 있는 범위 밖에 서서 표적과 교전할 수 있는 능력에서 유래되었다. 대표적인 원거리 무기로는 순항 미사일, 활공 폭탄, 단거리 탄도 미사일 등이 있다.
원거리 미사일은 더 큰 종류의 원거리 무기에 속한다.

## 무기 목록
- ASMP(Air-Sol Moyenne Portée)
- AGM-28 하운드도그
- AGM-69 SRAM
- AGM-86 ALCM
- AGM-129 ACM
- AGM-154 JSOW
- AGM-158 JASSM
- AGM-181 LRSO
- 브라모스 순항 미사일
- 바부르 (순항유도탄)
- B61 핵폭탄
- 블루 스틸 (미사일)
- 라드 (순항유도탄)
- 합동타격미사일
- Kh-22
- Kh-55
- HESA 샤헤드 136
- 원격 지상 공격 미사일
- 스톰 섀도
- KEPD 350
- YJ-18
- 스톰 섀도

## 예시
2024년 이란의 이스라엘 공습, 이란은 2024년 4월 13~14일에 이스라엘에 대한 대규모 포화공격을 가하며 320개 이상의 무기가 발사되었다. 고장에는 자폭형 무인 항공기 170기, 탄도 미사일 120기, 순항 미사일 30기가 포함되었다.